# Carmen Serna
Carmen Serna Montalvo (La Puebla de Híjar (Teruel), 15 de julio de 1924 - Zaragoza 10 de junio de 2011) fue una poeta española y cofundadora de la Asociación Aragonesa de Musicoterapia.

## Biografía
Desde niña mostró gran interés por las letras, lo que la acercó a la poesía, y también por la música. Como poeta ha publicado 7 libros de poemas; su interés por la música le llevó a su uso con fines terapéuticos, fundando en 1999, junto con Mª Ángeles Cosculluela, la Asociación Aragonesa de Musicoterapia, de la que fue su presidenta hasta 2007.

## Premios
- Premio Sabina de Oro, en 2009.
- Premio Búho de la Asociación Aragonesa de Amigos del Libro, en 2009.

## Obra
- Memorias de Ceniza y Esperanza. Zaragoza: La autora, 1983. ISBN 9788430085972
- Fuego y Ceniza, 1988. (Barcelona: Seuba, 1991 ISBN 84-86747-94-5)
- Poema Inacabado. [Córdoba]: Aula de Cultura Astro, 1992. ISBN 84-87214-10-X
- Desvelada. Humanes, Madrid: Juan Pastor, 1995. ISBN 84-86351-68-5
- Recuerdos en la noche. Madrid: Juan Pastor, 1997. ISBN 84-86351-91-X.
- Destellos de sombra. Madrid: Juan Pastor, 2000. ISBN 84-86419-55-7.
- Los enigmas del tiempo (Camboya en el corazón). Zaragoza: Estudio de Palabras, 2007. ISBN 978-84-612-2461-6.